# 布连拾街长老会磐石堂
1°18′06.1″N 103°51′04″E / 1.301694°N 103.85111°E

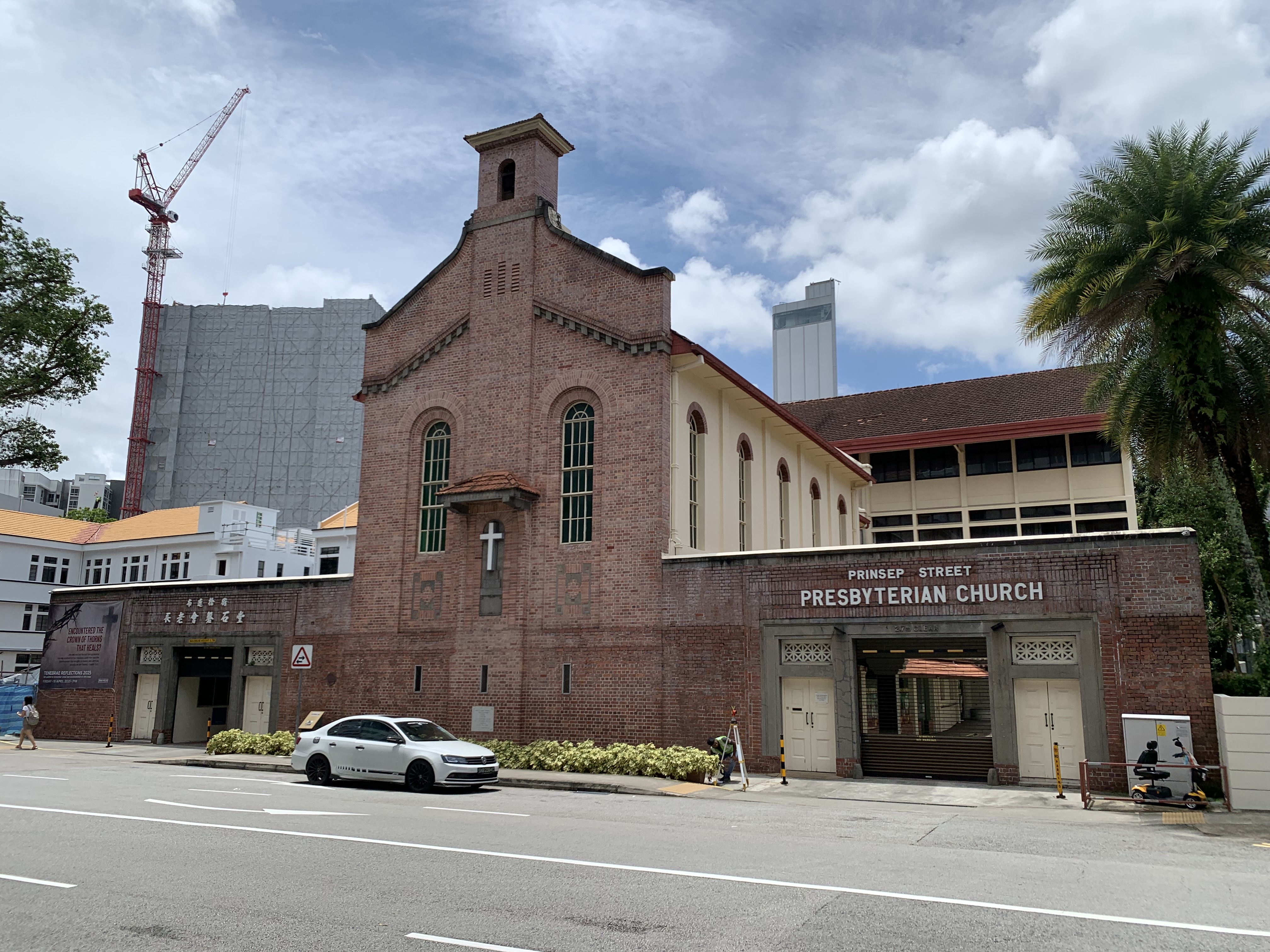
布连拾街长老会磐石堂

布连拾街长老会磐石堂（Prinsep Street Presbyterian Church）是新加坡的一座长老会教堂，位于新加坡中区的布连拾街。
该堂1843年创建时，称为马来礼拜堂。它是新加坡第一座侨生教堂。目前的罗曼式教堂建于1930年到1931年。
1931年新加坡基督少年军在这里成立。

## 历史
1839年，加入伦敦会传教的长老会牧师基斯柏理（Benjamin Peach Keasberry）为马来族男孩建立一所精英寄宿学校，附设印书馆。其中一些学生为王室后裔。1843年，位于六马路（布连拾街）的教堂建筑完成，基斯柏理将其印书馆迁来此处。教堂最初被命名马来礼拜堂（或「侨生堂」），俗称基斯柏理教堂，以纪念牧师对马来社会的贡献。1843年，传教士台約爾主持了马来礼拜堂的第一次讲道。
1847年，教堂献堂典礼后不久，伦敦会离开新加坡前往中国，留下基斯柏理单独在此，直到他1875年9月6日死亡。
1885年，长老会得到住在伦敦的新加坡商人的资助，从伦敦会购买了这座建筑，更名为六马路礼拜堂（布连拾街教堂）。侨生和潮州人在此教堂举行礼拜。1929年潮州人在布连拾街斜对面建成自己的教堂建筑，现在称为新加坡生命堂（Singapore Life Church）。
早在1901年，已有新建教堂的计划。1930年3月5日，第一位马来半岛华人爵士宋旺相为教堂奠基。1931年2月4日教堂正式开幕献堂。
第二次世界大战中日本占领期间，教堂被迫击炮炮弹所毁，汲多马（吉布森）牧师被日本人监禁。教堂于战后的1947年修复。
1953年，第一位本地全职牧师就任。战后，土生华人信徒减少，1956年，教堂更名为布连拾街长老会磐石堂。非土生华人信徒迅速增长，20世纪80年代中期，建起了一座四层建筑，以满足他们的需求。
在20世纪60年代，教会在早晨开办幼稚园。
布连拾街长老会磐石堂于2000年1月12日列为新加坡国家古迹。

## 建筑
布连拾街长老会磐石堂是由Swan and Maclaren设计，其最显著的的特点是深红色砖，以及砖砌尖塔和钟楼。